# Hameren (Adelsgeschlecht)

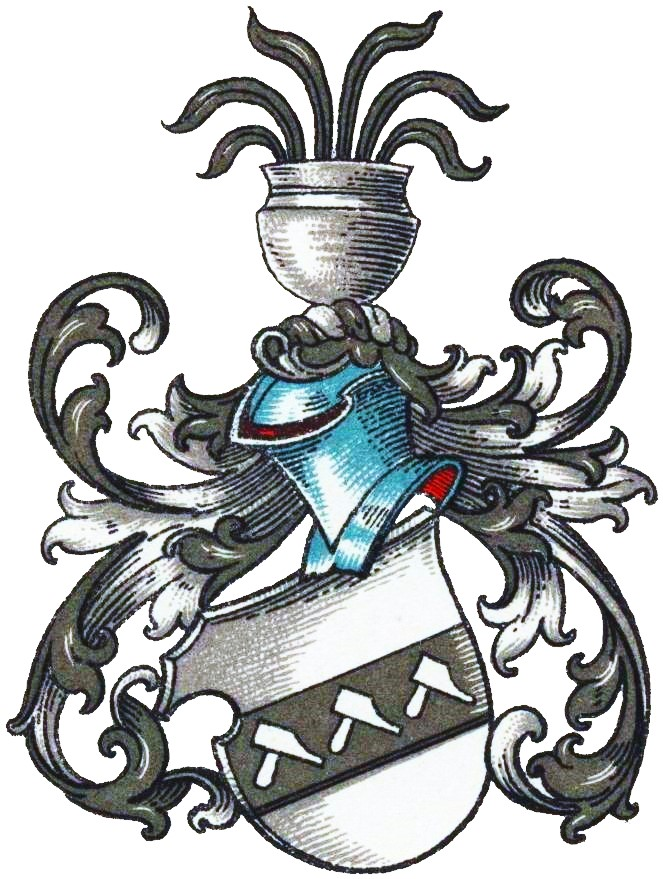
Wappen derer von Hameren im Wappenbuch des Westfälischen Adels

Hameren  (auch: Hamern) ist der Name eines erloschenen westfälischen Adelsgeschlechts.

## Geschichte

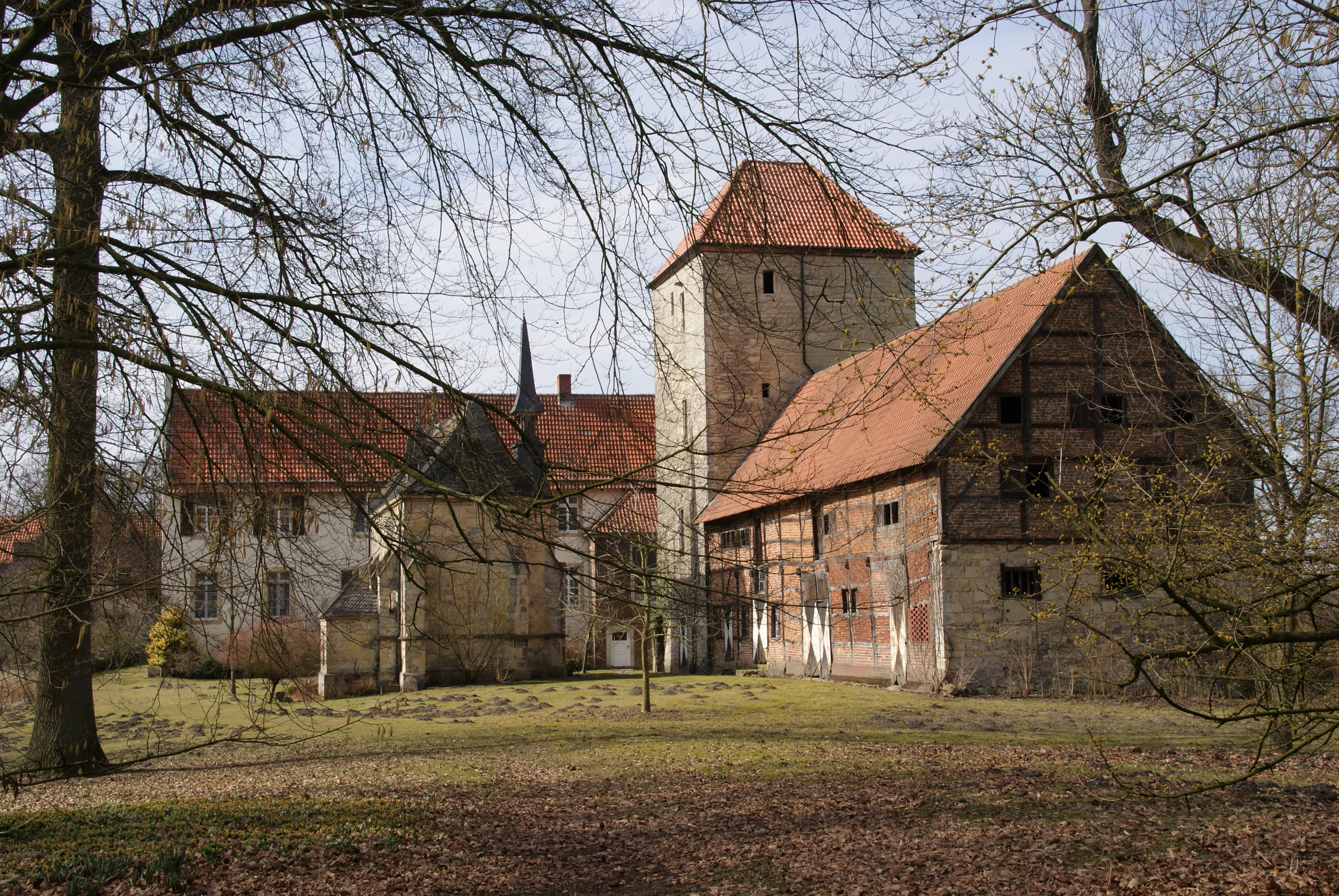
Haus Hameren (2013)

Das Geschlecht, das seinem Namen von seinem Stammsitz Haus Hameren in Billerbeck im Münsterland hat, lässt sich von 1325 bis ca. 1500 nachweisen. 
Ein Knappe Dietrich (I.) von Hameren war 1334 mit einer Heylwigis verheiratet. Ihre Kinder hießen Dietrich (II.), Rotger, Sophie, Gertrud, Heilwich, Jutta und Bertradis. Gertrud von Hamern heiratete Bernhard Drosten zu Vischering aus dem Stamm von Wulfheim (Drosten von Dülmen). Aus der Ehe ging Dietrich Droste zu Vischering gen. Manenschyn († 1465), Dompropst zu Münster, hervor. Dietrich (II.) von Hameren zu Hamern war 1359 Ritter. Er erbte 1370 Haus Schuren und war bis 1383 Dienstmann der Grafschaft Mark, ab 1392 bischöflicher Drost zu Harstehausen und zu Dülmen. Dietrich (II.) wiederum hatte einen gleichnamigen Sohn. Dieser Dietrich (III.) von Hameren zu Hamern und Schuren war 1370 mit einer Hille verheiratet. Ihre Kinder hießen Dietrich (IV.) von Hameren (urkundl. 1394–1439) und Hille von Hamern, verheiratet mit Heinrich von Ascheberg. Dietrich (IV.) von Hameren zu Hamern war mit Grete de Sasse verheiratet. Die Eheleute hatten mindestens drei Kinder: Dietrich (V.), Rotger und Hille. Letztere war mit Heinrich Hake zum Wulfsberg verheiratet. Olderadis, Erbtochter von Johan von Empte, brachte 1450 Haus Empte (Dülmen) mit in die Ehe mit Dieterich (V.) von Hameren zu Billerbeck.
Die Familie erlosch laut Max von Spießen kurz vor 1500.

## Wappen
Blasonierung: In Silber ein schwarzer Balken belegt mit drei silbernen Hämmern (Spitze nach unten links). Auf dem schwarz-silbern bewulsteten Helm mit schwarzen-silbernen Helmdecken ein silbernes Gefäß mit sechs schwarzen Federn besteckt.